# الدعوى الجنائية في القانون المصري
الدعوى الجنائية في القانون المصري هي مجموعة الإجراءات التي تتخذها النيابة العامة، باعتبارها ممثلة للدولة المصرية، منذ لحظة إخطارها بالجريمة حتى صدور حكم بات فيها سواء بالإدانة أو بالبراءة؛ وذلك بغرض مطالبة القضاء بتطبيق أحكام القانون الجنائي المصري.

## مراحلها
تمر الدعوى الجنائية بالمراحل التالية:
1. تحريك الدعوى الجنائية: ومعناه البدء فيها، وتبدأ الدعوى الجنائية بجمع الاستدلالات أو إجراءات التحقيق؛ وهي: التحقق من وقوع الجريمة، ونسبتها، وجمع الأدلة.[2]
2. إقامة الدعوى الجنائية أو رفعها: ومعناها عرض الدعوى الجنائية على قضاء الحكم، إذا أسفرت تحقيقات النيابة العامة عن صلاحية الدعوى لذلك.[3] في مواد الجنح، يتم رفع الدعوى أو إقامتها بتكليف المتهم بالحضور أمام المحكمة المختصة بناءً على محضر جمع الاستدلالات.[4] أما في مواد الجنايات، يتم الرفع بالأمر الصادر من المحامي العام (أو من يقوم مقامه) بإحالة المتهم إلى محكمة الجنايات المختصة.[4]
3. مباشرة الدعوى الجنائية: ومعناها قيام النيابة العامة بمتابعة الدعوى الجنائية أمام قضاء الحكم، كأن تقوم بالطعن في الأحكام القضائية مثلاً.[4]